# Dakša
Dakša (sanskrt: दक्ष, Dakṣa; engleski: Daksha) bog je iz hinduističke mitologije. Njegovo ime znači „iskren/sposoban”. Opisan je u mitovima kao tvorac žena i prvi tast velikog boga Šive.

## Mitologija
Dakša je sin velikog boga Brahme, koji je često opisivan kao tvorac sveta. Najpoznatiji kao tvorac žena, Dakša je zamišljen kao dosta debeo muškarac, kojeg često prikazuju sa glavom jarca.
U drevno doba, Dakša je bio kralj na Zemlji. Njegovu su supruge Prasuti i Pančađani, koje su mu rodile mnogo ćerki. Venčanje Dakše i Prasuti bilo je prvo venčanje u hinduizmu. Ovo su Dakšine najpoznatije ćerke:
- Aditi
- Diti
- Svaha
- Rati
- Kjati
- Kritika (boginja)[3]
- Sati (boginja)[4]

### Sati
Dakšina je najpoznatija ćerka boginja Sati, koja je najmlađa ćerka koju je rodila Prasuti. Prasuti i Dakša su molili vrhovnu boginju Adi Parašakti da im daruje ćerku te se Adi Parašakti inkarnirala kao Sati, koja se udala za Šivu, premda brak Dakša nije odobrio. Kad je jednom Dakša pripremio gozbu, na nju nije pozvao Sati i Šivu, šta je rastužilo Sati. Unatoč Šivinom savetu, Sati je ipak otišla na gozbu, gde ju je otac vrijeđao. Kad je Dakša počeo vrijeđati Šivu, Sati to nije mogla da trpi te se bacila u žrtvenu vatru i tako umrla.
Šiva je u besu odrubio Dakši glavu, koju je kasnije zamenio jarčevom. Povukavši se u osamu, Šiva je potom meditirao. Nakon mnogo godina, Sati se reinkarnirala kao Parvati, koja se takođe udala za Šivu.